# 05A-192
Die 05A-192 ist eine Fernstraße regionaler Bedeutung in der Region Primorje im Fernen Osten Russlands. Sie führt von Michailowka bei Ussurijsk, wo sie von der A370 Ussuri (früher M60) in nördlicher Richtung zum russisch-chinesischen Grenzübergang Turi Rog-Mishan abzweigt.
Seit den 1980er-Jahren war die Straße als A182 ausgezeichnet; die heutige Nummer erhielt sie 2010, wobei die alte Nummer noch bis 2017 alternativ in Gebrauch war.

## Verlauf
| km  | Orte                          | Kreuzungen                                         |
| --- | ----------------------------- | -------------------------------------------------- |
| 0   | Michailowka                   | A370 Ussuri (Wladiwostok – Chabarowsk; früher M60) |
| 5   |                               | Abzweig nach Nowoschachtinski                      |
| 22  | Grigorjewka                   | Kreuzung der Straße Lipowzy – Jaroslawski          |
| 54  | Chorol                        | Abzweig nach Pogranitschny                         |
| 93  | Kamen-Rybolow                 |                                                    |
| 110 | Iljinka                       |                                                    |
| 135 | Nowokatschalinsk              |                                                    |
|     | Turi Rog                      |                                                    |
| 154 | Grenzübergang Turi Rog-Mishan |                                                    |